# Gerador de número pseudoaleatório (hardware)
Na computação, um hardware gerador de número pseudo-aleatório (HRNG) é um dispositivo que gera números aleatórios a partir de um processo físico. Esses dispositivos são normalmente baseados em fenômenos de nível microscópico que geram sinal em forma de "ruído" sendo estatisticamente imprevisíveis, como ruído térmico, efeito fotoelétrico e outros fenômenos quântico. Esses processos são, em teoria, completamente imprevisíveis à medida que uma equação que domine tais fenômenos não seja conhecida ou computável, e a afirmação de imprevisibilidade está sujeita a testes experimentais. O gerador de números aleatórios constituído por hardware baseado em fenômenos quânticos, necessita de um amplificador para trazer o resultado do processo físico para o nível macroscópico, e de um transdutor para converter este resultado em sinais digitais.
Um gerador de número aleatório de hardware tem sua principal aplicação na criptografia, de forma que são usados para gerar chaves criptográficas aleatórias para transmitir dados com segurança.
Existe também a possibilidade do gerador utilizar de processos macroscópicos para a criação de números aleatórios, utilizando de dispositivos de lançamentos de dados, moedas, roletas e máquinas de loterias.

Muitas vezes se utiliza uma webcam comum (mesmo com o visor fechado) como gerador de número aleatório.
1. ↑  Petrie, C.S.; Connelly, J.A. (maio de 2000). «A noise-based IC random number generator for applications in cryptography». IEEE Transactions on Circuits and Systems I: Fundamental Theory and Applications (5): 615–621. doi:10.1109/81.847868. Consultado em 1 de outubro de 2022